# Cançó de guerra II (Janáček)
Cançó de guerra II, JW IV/3 (en txec Válečná II), és un coral per a cor de veus masculines amb trompeta, tres trombons i piano compost per Leoš Janáček i estrenat el 5 de juliol de 1873 per la societat coral Svatopluk al Besední dům de Brno, dirigida pel mateix Leóš Janáček.
La va acabar el 26 de juny de 1873, per la consagració de la bandera de l'associació coral masculina Svatopluk de Brno, fundada el 1868, que Janáček va dirigir de 1873 a 1876 i per la qual va escriure vuit cors masculins. Hi ha un enregistrament fet el 1994 pel Cor de la Filharmònica de Praga, dirigits per Pavel Kühn.
Els compassos 1 i 3 són idèntics a la Cançó de guerra I JW IV/2, la resta és nou, amb una fuga ampliada en estil barroc.